# Mohamed Seghir Bezouir
Pour les articles homonymes, voir Seghir.
Seghir Bezouir, né le 28 juin 1976 , est un footballeur algérien évoluant au poste de gardien de but.

## Carrière
- 1998-2001 :
- 2001-2003 :
- 2004-2007 :
- 2007-2008 :
- 2008-janvier 2009 :
- janvier 2009-juin 2009 :
- 2009-2010 :
- 2010-2011 :